# HK Iounisson-Moscou
Le HK Iounisson-Moscou - en russe : Хоккейный клуб Юнисон-Москва - est un club de hockey sur glace de Moscou en Russie. Il évolue dans la VHL.

## Historique
Le club est fondé en 2022. En septembre 2022, le club joue son premier match dans la NMHL, la deuxième ligue junior russe. En 2024, le club engage une équipe professionnelle dans la VHL.

## Palmarès
- Aucun titre.